# Víctor Manuel Castro Cosío
Víctor Manuel Castro Cosío (La Paz, Baja California Sur; 14 de junio de 1955) es un político y profesor mexicano, miembro del partido Morena. Desde el 10 de septiembre de 2021 se desempeña como gobernador de Baja California Sur.
Se desempeñó como secretario de Educación Pública de Baja California Sur de 2002 a 2004 durante la gubernatura de Leonel Cota Montaño; fue presidente municipal de La Paz de 2005 a 2008 y diputado federal al Congreso de la Unión de 2009 a 2012. En 2018 fue senador por Baja California Sur y delegado de Programas para el Desarrollo de Baja California Sur de 2018 a 2020 durante la presidencia de Andrés Manuel López Obrador.

## Biografía

### Primeros años
Es hijo de padres sudcalifornianos, su padre fue Ángel Castro Carballo, de ocupación Policía Municipal de La Paz, y su madre fue Dolores Cosío Cota.
Cursó sus estudios básicos en La Paz, en su infancia, asistió al Jardín de Niños “Rosaura Zapata Cano”, a la Escuela Primaria “Carlos A. Carrillo” y en su adolescencia, a la Secundaria “José Ma. Morelos y Pavón”.
Se formó como profesor de educación primaria en la Benemérita Escuela Normal Urbana de La Paz, de donde se graduó en 1974. En 1975 se traslada a la Ciudad de México para cursar licenciatura en educación media, con especialidad en educación cívica y social, en la Escuela Normal Superior de México, donde se graduó en 1980. En 1994 recibió el grado de licenciado en Historia por la Universidad Autónoma de Baja California Sur.
Ha sido docente de educación primaria, secundaria y bachillerato. Su desempeño político y profesional lo ha desarrollado en los municipios de Comondú y La Paz y en la Ciudad de México.

## Trayectoria política
Fue fundador del Partido de la Revolución Democrática (PRD), miembro de su Consejo Político Estatal y militante hasta su salida de ese partido para la fundación del Movimiento de Regeneración Nacional (Morena), en 2014.
El 5 de abril de 2001 fue designado secretario de educación pública del Estado de Baja California Sur por el entonces gobernador Leonel Cota Montaño. Previamente había sido Coordinador de Secundarias Generales (1999-2000) y Director de Educación Media Superior y Superior (2000-2001) en la misma dependencia estatal.

### Alcalde de La Paz (2005-2008)
El 6 de febrero de 2005 fue electo presidente municipal del ayuntamiento de La Paz en las elecciones estatales de ese año, por la Coalición Democrática Sudcaliforniana, integrada por el PRD y Convergencia. Rindió protesta el 30 de abril de 2005 y se mantuvo en ese encargo hasta el fin de su periodo, el 29 de abril de 2008.

### Diputado Federal (2009-2012)
En 2009 se presentó en las elecciones federales como candidato del PRD a Diputado Federal por el Distrito Electoral Federal 2 de Baja California Sur. Ganó la elección y formó parte de la LXI Legislatura del Congreso de la Unión, entre 2009 y 2012.

### Senador por Baja California Sur (2018)
En 2018 fue electo Senador de la República por Baja California Sur, en Primera Fórmula, junto a su compañero Jesus Lucia Trasviña Waldenrath, encabezando la coalición Juntos Haremos Historia, integrada por Morena, el Partido del Trabajo (PT) y el Partido Encuentro Social (PES). 
Se impusieron con 144,969 votos, lo que representa el 48.83%, sobre los candidatos de la Coalición Por México al Frente, María Guadalupe Saldaña Cisneros y Francisco Pelayo Covarrubias.
Rindió protesta como Senador y formó parte de la LXIV Legislatura del Congreso de la Unión, desde el 1 de septiembre hasta el 1 de diciembre de 2018 cuando solicitó licencia para separarse del cargo luego de ser designado delegado de Programas para el Desarrollo en Baja California Sur, por el presidente de México, Andrés Manuel López Obrador.

### Delegado de Programas para el Desarrollo (2018-2020)
El 1 de diciembre de 2018 asumió el cargo de delegado de Programas para el Desarrollo en Baja California Sur, durante su encargo y de acuerdo al artículo 17 ter de la Ley Orgánica de la Administración Pública Federal, tuvo a su cargo la coordinación e implementación de planes, programas y acciones para el desarrollo integral, funciones de atención ciudadana, la supervisión de los servicios y los programas a cargo de las dependencias y entidades federales, así como la supervisión de los programas que ejercen algún beneficio a la población.
Renunció el 31 de octubre de 2020 para buscar la candidatura de Morena a la Gubernatura de Baja California Sur.

### Gobernador de Baja California Sur (2021-2027)
El 27 de marzo de 2021 se registró como candidato a la Gubernatura de Baja California Sur por la coalición Juntos Hacemos Historia en BCS, integrada por Morena y el PT.
Resultó triunfador en las elecciones estatales de 2021 imponiéndose con 125,701 votos, el 45.29%, sobre el candidato de la coalición Unidos Contigo, integrada por el Partido Acción Nacional (PAN), Partido Revolucionario Institucional (PRI), Partido de la Revolución Democrática (PRD) , Partido Humanista de Baja California Sur y el Partido de Renovación Sudcaliforniana, Francisco Pelayo Covarrubias, quien alcanzó 109,096 votos, el 39.31%.
Rindió protesta como Gobernador Constitucional del Estado de Baja California Sur el 10 de septiembre de 2021.

#### Candidaturas previas
En 1987, fue candidato a la Gubernatura del Estado por la coalición Unidad Popular Sudcaliforniana, integrada por el Partido Revolucionario de los Trabajadores (PRT) y el Partido Mexicano de los Trabajadores (PMT). En las elecciones estatales de 1987 ocupó el tercer lugar con apenas 1,964 votos. 
Fue candidato a la Gubernatura de Baja California Sur por segunda ocasión en 2015, esta vez por Morena. Ocupó el cuarto lugar de las preferencias ciudadanas con 15,824 votos, el 6.41% de los votos en las elecciones estatales de ese año.

## Vida personal
Contrajo matrimonio con la maestra Patricia I. López Navarro, con quien procreó dos hijas: Patricia y Marcela. Tiene cuatro nietos: Víctor Adrián, María Paula, Jesús y Patricio. La mayor parte de su vida ha vivido en el populoso Barrio de El Choyal, en la ciudad de La Paz.

## Activismo político y sindical
En su juventud, se formó parte del Grupo de Acción Popular, perteneciente a la Liga Comunista Internacionalista y participó en el proceso de construcción del Partido Revolucionario de los Trabajadores, entre 1976 y 1977. En este periodo, fue un activista en las luchas sindicales de Ardemi (maquiladora), La chilera (empacadora) e Inalámbrica (pescadores);  también fue activista del Ejido Caduaño, de taxistas, de Colina del Sol (defensa de la tierra), de la autonomía universitaria, de Estudiantes, contra la carestía y mejor salario, y representante estudiantil de la Escuela Normal Superior de México.
Fue miembro fundador del Bloque de Delegaciones y Maestros Democráticos de BCS, en 1978 y de la Corriente Democrática Sindical de la Sección 3 del Sindicato Nacional de Trabajadores de la Educación (SNTE), en 1989. Miembro fundador de la Coordinadora Nacional de Trabajadores de la Educación (CNTE), en 1979.
Fue Secretario de Educación Política del Comité Ejecutivo de la Sección 3 del SNTE (Fracción Democrática) entre 1991 y 1995. Promotor de la Unión Reivindicadora de Sindicatos Federados de Comondú. Miembro fundador del Frente Zapatista de Liberación Nacional. Militante y Consejero Estatal del Partido de la Revolución Democrática (PRD), hasta 2014. Miembro fundador del Morena.

## Controversias

### Desvío de Recursos en el Ayuntamiento de La Paz
Fue acusado de desvío de recursos en el Sistema de Agua Potable y Alcantarillado de La Paz (OOMSAPAS, durante su administración como Presidente Municipal del Ayuntamiento de La Paz. Lo recursos presuntamente desviados debían ser utilizados en adquisición de maquinaria pesada, construcción de ampliación de la red, adquisición de tanques de almacenamiento y automatización del sistema de agua potable así como la apertura de nuevas fuentes de abastecimiento, recursos etiquetados de 2005 a 2008.
En entrevista, Victor Castro respondió a las acusaciones negando el presunto desvío de recursos:

Es un asunto que la gente ha visto cómo fue manoseado políticamente. Hubo un acuerdo con CONAGUA. Yo no administré SAPA, pero al final de la jornada en aquella época me aventaron el torito ese que nunca prosperó, porque hace ya más de 11 años sigue el fantasma. Buscan perjudicar a a Víctor Castro.

Hay un adeudo de un programa que se llama PRODDER, un programa de derechos de agua […] esto es muy común en las administraciones, que no debiera ser, esa es la realidad y no hay que evadirla.”